# 石取祭

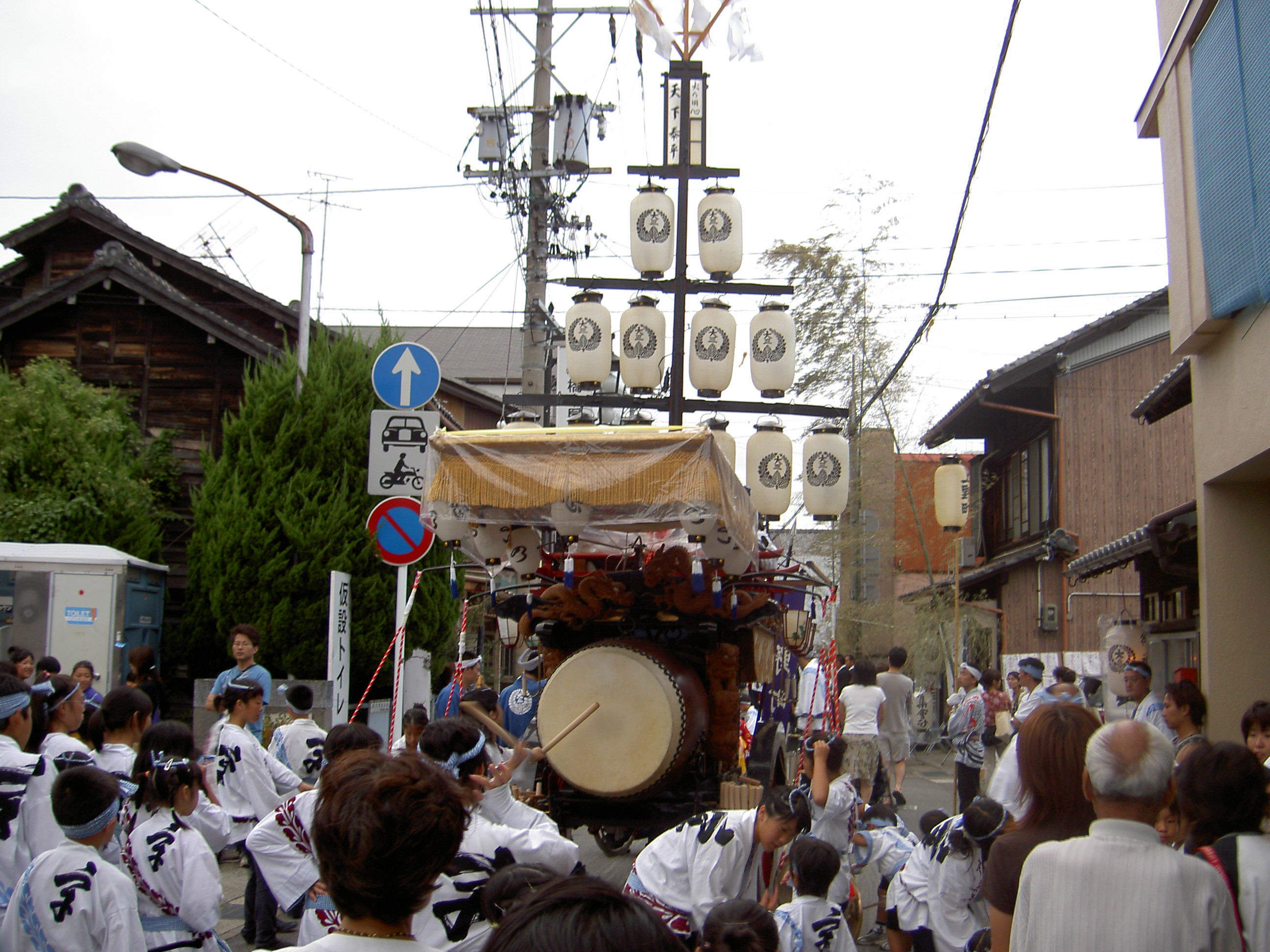
石取祭

石取祭（いしとりまつり、いしどりまつり）は、三重県桑名市で開催される桑名宗社 (春日神社)の祭礼。重要無形民俗文化財に指定されており、「山・鉾・屋台行事」の構成遺産としてユネスコの無形文化遺産に登録されている。石採祭と表記されることもある。40台の祭車（山車）が、鉦や太鼓を午前0時より春日神社から一斉に打ち鳴らして練り歩く様から、「日本一やかましい祭り」、「天下の奇祭」と呼ばれる。

## 概要

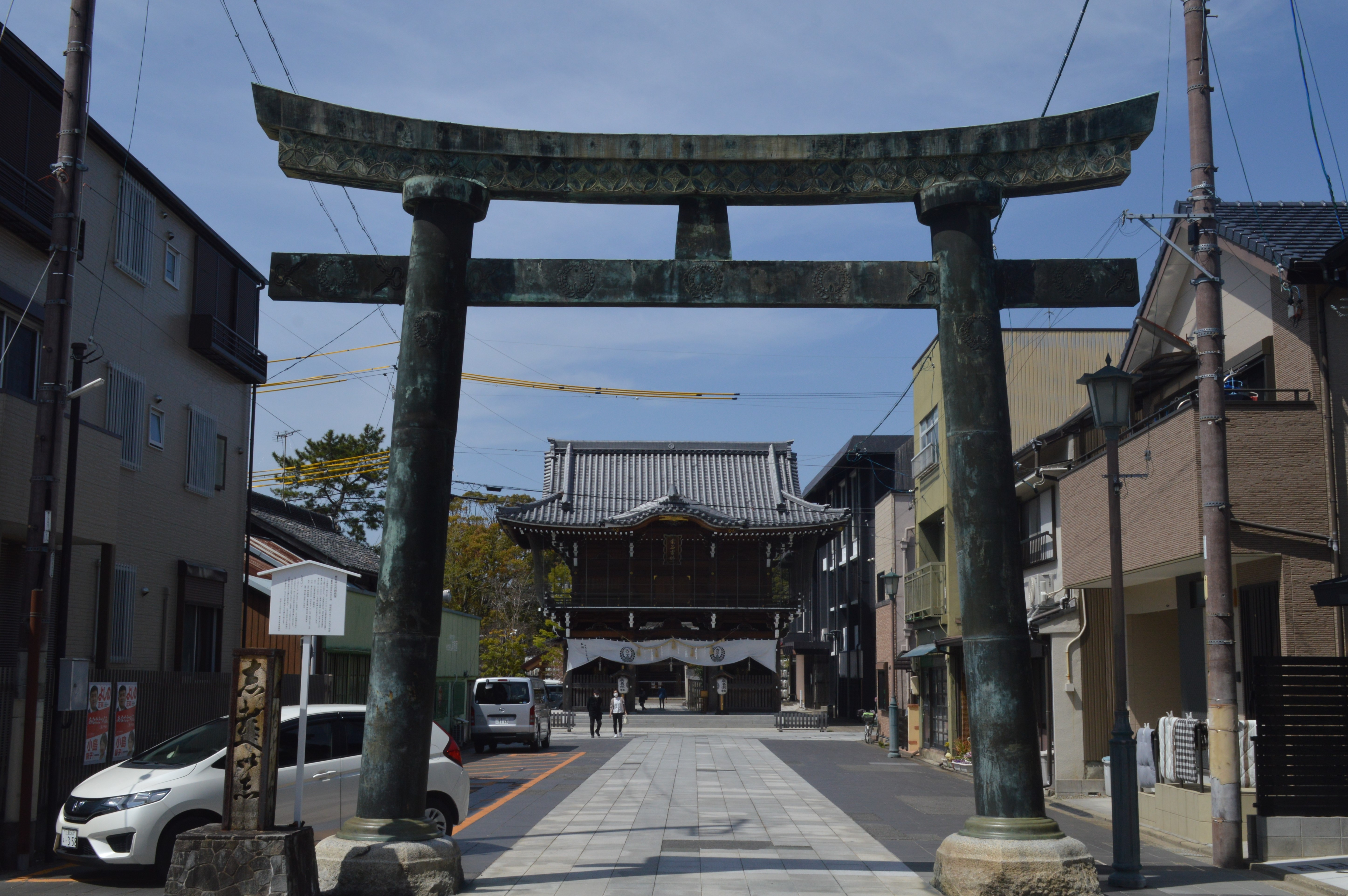
桑名宗社（春日神社）の青銅鳥居

毎年8月第一日曜日の前日（土曜日）の午前0時から日曜日深夜まで行われる。参加する町内毎に祭車があり、それが30数台寄り集まってそれぞれにおはやしを打ち鳴らし練り歩く。
土曜日午前0時からを叩き出し、土曜日夜を試楽、日曜日を本楽と呼び、本楽は毎年決められる順序にしたがって桑名宗社（春日神社）前で石取囃子を披露する。これを渡祭（とさい）という。騒々しい祭であるため、重要な事には厳しいきまりがある。例えば叩き出しは春日神社前でちょうちんが振られた瞬間を開始とするが、一瞬でも先走ると翌年の参加を禁じられる。また、喧嘩なども参加停止となる。
起源は、江戸時代初期に神社の祭場へ町屋川（員弁川）の石を奉納した神事といわれる。当時は三祭礼のひとつであったが、独立・発展し今の形となった。
1960年（昭和35年）には、前年に発生した伊勢湾台風の影響により、祭車曳廻しなどが中止となった。
1981年（昭和56年）に、三重県指定無形民俗文化財の指定を受けた。2007年（平成19年）に「桑名石取祭の祭車行事（くわないしどりまつりのさいしゃぎょうじ）」の名称で、国の重要無形民俗文化財に指定された。2016年（平成28年）10月には、18府県33件の「山・鉾・屋台行事」の中の1件として、ユネスコの無形文化遺産に登録勧告され、同年12月1日に登録された。
2020年（令和2年）・2021年（令和3年）は、新型コロナウイルス感染症の流行により、祭車曳廻しなどが中止となり、一部の神事のみが行われた。

## 日程・各種行事
6月第1日曜
- 御籤占式（みくじうらないしき）。本楽日の渡祭順を決める際の式典。到着した町から予備抽選（本籤を引く順番を決める）を行い、式典後、本抽選を行う。

7月中旬(海の日を最終日に6日間)
- 鉦鼓練習（しょうこれんしゅう）。練習台もしくは均車（ならしぐるま···本祭車より格の落とした祭車及び練習台に祭車要素を足した車）で、午後10時まで各町内で叩き方を練習する。また20日は、組町内で引き分れをする町もある。

7月20日
- 川原祓式（かわらばらいしき）。午前、町屋川原における祭礼の無事を祈願する式典。

8月第1日曜3日前（木曜）
- 笹取り。夕刻より各町宿に立てる笹を取りに行くこと。取ってきた笹は町内を引き回して宿まで運ばれた。これを笹引きと言い、運送手段の発達により近年は行われなくなった。現在でもこの習慣が残るのは１０組のみである。

8月第1日曜2日前（金曜）
- 夕御饌祭（ゆうみけさい）。午後6時に行われる式典。
- お勝さん（おかっつぁん）。夕刻、各町少年会、青年会が隊を組み春日神社へ参拝すること。

8月第1日曜前日（土曜）-試楽（しんがく）。
- 叩き出し（たたきだし）。午前0時。桑名宗社神楽太鼓を合図に各町一斉に鉦鼓を打ち始めること。
- 朝御饌祭（あさみけさい）。午前10時に行われる式典。
- 夕御饌祭。午後6時。

試楽日は夕刻より各組町内で祭車の練りを行う。
8月第1日曜-本楽（ほんがく）。全祭車順番に渡祭を行う。
- 2時の叩き出し。午前2時。
- 朝御饌祭。午前10時。
- 送り込み。昼、祭車を渡祭順に所定の位置に引き揃えること。
- 夕御饌祭。午後6時。

本楽日は夕刻より全祭車順番に春日神社楼門前で鉦鼓を打ち鳴らし参拝する渡祭が行われる。
祭終了後、後日
- 山車降し（やまおろし）。祭礼終了後、祭礼の総勘定をなし、慰労の宴を張ること。

## 祭車及び参加町内

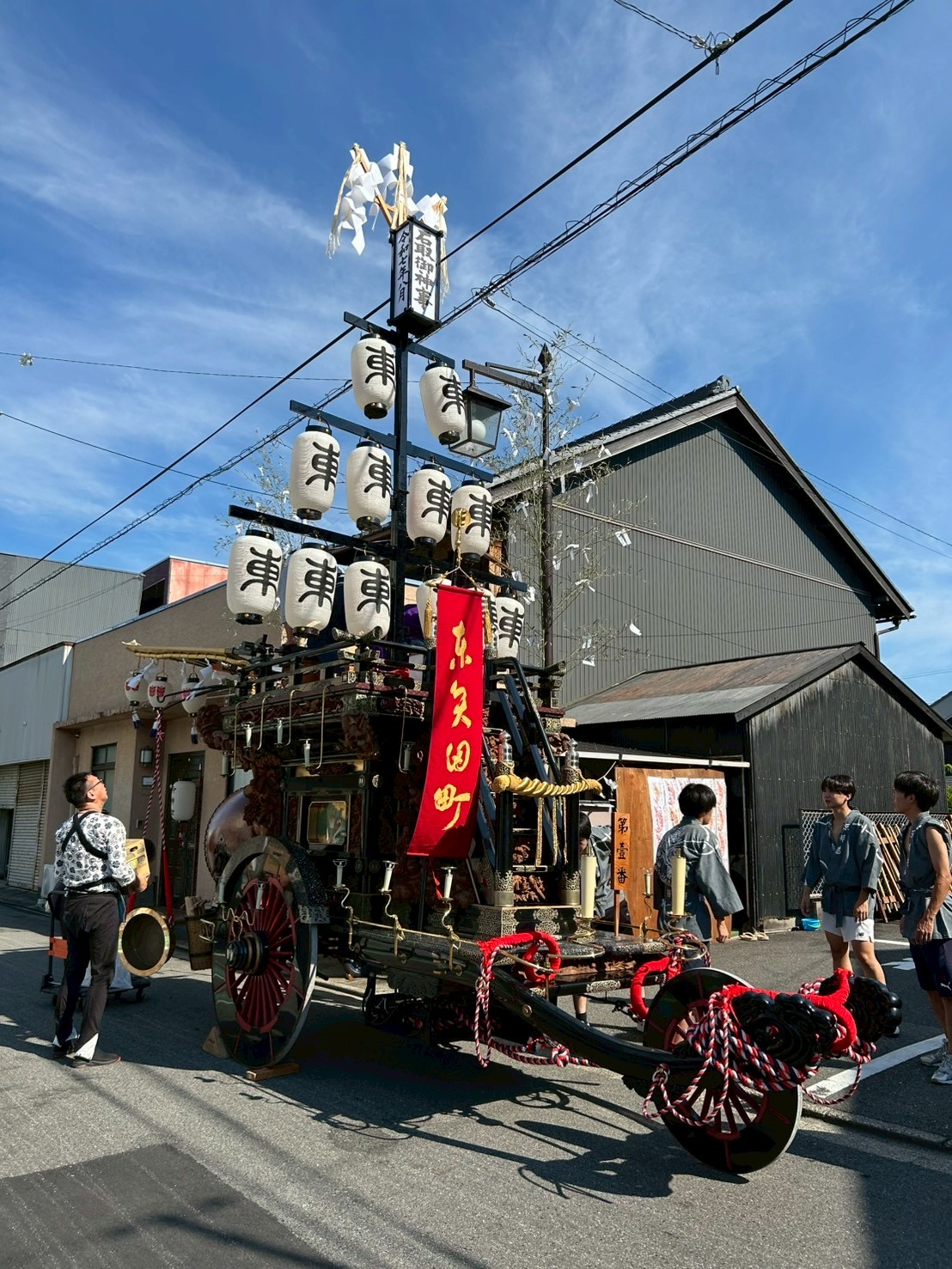
この祭車は東矢田町のもの

石取祭の祭車は、この地域で独自に発達した山車で、典型的には3輪の御所車形式である。高欄の付いた台の中心に12張の提灯が吊り下がった柱が立てられ、柱の先端に角行灯、さらにその先に3本の御幣が立てられている。柱の代わりに造り物が設置されている祭車もある。祭車の前端には長い綱が結びつけられ、多数の人が引っ張って進む。祭車の両側には、左右あわせて4個から6個の鉦が吊され、後方には大太鼓が1張設置されている。これらの鉦や太鼓を打ち鳴らしながら練り歩く。
祭車には、高村光雲、立川和四郎富重、井尻翠雲などの彫刻師が彫刻を施したもの、天幕に豪華な図柄が描かれたもの、漆塗りのもの、百数十年の歴史を持つものがあり、芸術的・歴史的価値の観点から高く評価されている。

### 第一組
西舩馬町（にしせんばちょう）
- 祭車建造 - 安政年間ごろ
  - 桑名市有形民俗文化財指定

花街川口町（はなまちかわぐちちょう）
- 祭車建造 - 1885年（明治18年）ごろ

江戸町（えどまち）
- 祭車建造 - 1903年（明治36年）

羽衣（はごろも）〔本町、北本町、東舩馬町〕
- 祭車建造 - 1920年（大正9年）

上本町（かみほんまち）
- 祭車建造 - 1948年（昭和23年）

### 第二組
京町（きょうまち）
- 祭車建造 - 1953年（昭和28年）

宮通（みやどおり）
- 祭車建造 - 1955年（昭和30年）

片町（かたまち）
- 祭車建造 - 1987年（昭和62年）

### 第三組
宮北（みやきた）〔北魚町、宮町、風呂町〕
- 祭車建造 - 1900年（明治33年）

三崎通（みさきどおり）
- 祭車建造 - 1957年（昭和32年）

### 第四組
田町（たまち）
- 祭車建造 - 1887年（明治20年）

職人町（しょくにんまち）
- 祭車建造 - 1957年（昭和32年）

南魚町（みなみうおまち）
- 祭車建造 - 1958年（昭和33年）

### 第五組
吉津屋町（よつやちょう）
- 祭車建造 - 1950年（昭和25年）

鍜冶町（かじまち）
- 祭車建造 - 1950年（昭和25年）

入江葭町（いりえよしまち）
- 祭車建造 - 1950年（昭和25年）

### 第六組
傳馬町（てんまちょう）
- 祭車建造 - 1950年（昭和25年）

新町（しんまち）
- 祭車建造 - 1954年（昭和29年）

萱町（かやまち）
- 祭車建造 - 1961年（昭和36年）

### 第七組
宝町（たからまち）〔宝殿町、新宝殿町〕
- 祭車建造 - 1817年（文化14年）

清水町（しみずちょう）
- 祭車建造 - 1957年（昭和32年）

春日町（かすがちょう）
- 祭車建造 - 1958年（昭和33年）

### 第八組
太一丸（たいちまる）
- 祭車建造 - 1897年（明治30年）

現在休台中
今片町（いまかたまち）
- 祭車建造 - 1935年（昭和10年）

堤原（つつみはら）
- 祭車建造 - 1954年（昭和29年）

今中町（いまなかまち）
- 祭車建造 - 1955年（昭和30年）

寺町（てらまち）
- 祭車建造 - 1956年（昭和31年）

今北町（いまきたまち）
- 祭車建造 - 1958年（昭和33年）

### 第九組
西鍋屋町（にしなべやまち）
- 祭車建造 - 1949年（昭和24年）

西矢田町（にしやだまち）
- 祭車建造 - 1950年（昭和25年）

東矢田町（ひがしやだまち）
- 祭車建造 - 1951年（昭和26年）

掛樋（かけひ）
- 祭車建造 - 1953年（昭和28年）

福江町（ふくえまち）
- 祭車建造 - 1953年（昭和28年）

東鍋屋町（ひがしなべやまち）
- 祭車建造 - 1955年（昭和30年）

### 第十組
西馬道（にしうまみち）〔馬道二丁目、馬道三丁目〕
- 祭車建造 - 1903年（明治36年）

西榮町（にしさかえまち）〔栄町、西川原〕
- 祭車建造 - 1937年（昭和12年）

上野町（うえのちょう）〔上野一丁目、上野二丁目〕
- 祭車建造 - 1947年（昭和22年）

馬道（うまみち）〔馬道一丁目〕
- 祭車建造 - 1952年（昭和27年）

新矢田一丁目（しんやだいっちょうめ）
- 祭車建造 - 1955年（昭和30年）

### 第十一組
中央通（ちゅうおうどおり）
- 祭車建造 - 1956年（昭和31年）

壽町（ことぶきちょう）
- 祭車建造 - 1959年（昭和34年）

東常盤町（ひがしときわちょう）
- 祭車建造 - 1972年（昭和47年）

### その他
桑名市石取会館（いしどりかいかん）

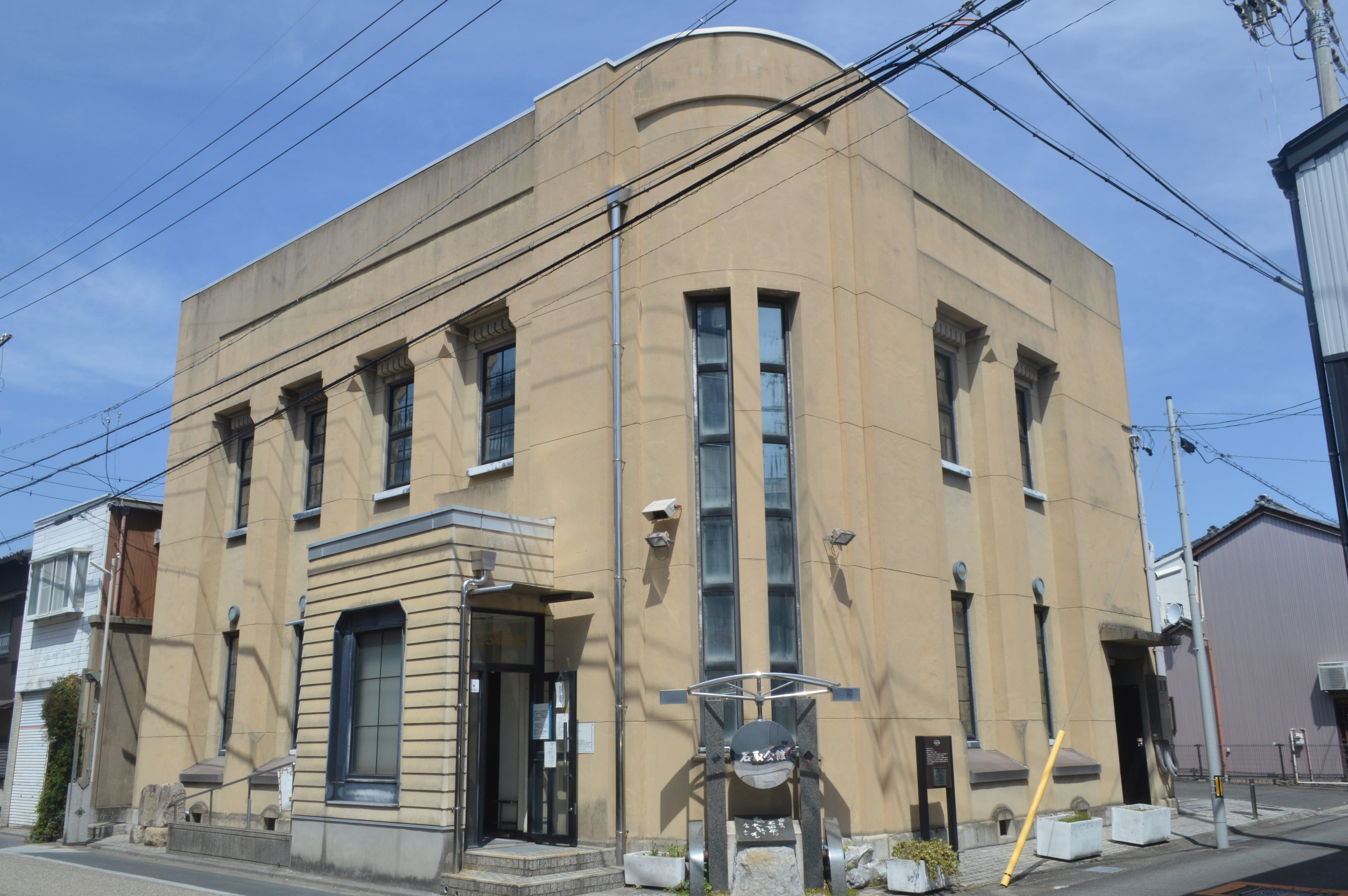
桑名市石取会館

石取祭の祭車（山車）を展示し、祭礼を紹介している施設。
- 祭車建造 - 江戸末期
  - 桑名市石取会館に展示されている〔旧 東太一丸（ひがしたいちまる）〕の祭車である。

## 周辺地域への波及
祭車が売却・譲渡・貸与されることで、周辺地域でも石取祭が行われるようになった。桑名市内をはじめ、東海3県で地元の祭と結びつき、親しまれている。同地域に存在する祭車の総数は約150台に及んでいる。

### 愛知県
| 開催地域     | 開催時期                       | 祭車数（台） | 石取祭開始時期      | 出典  | 備考 |
| ------------ | ------------------------------ | ------------ | ------------------- | ----- | ---- |
| 津島市       | 10月第1日曜日                  | 4            | 大正4年頃と昭和31年 | [ 7 ] | -    |
| 名古屋市西区 | 5月最終土・日曜日              | 3            | -                   | [ 8 ] | -    |
| 愛西市須依町 | 10月第2日曜日                  | 3            | -                   | [ 9 ] | -    |
| 弥富市       | 10月(開催日は地区により異なる) | 14           | -                   | [ 9 ] | -    |
| あま市       | 10月第2日曜日                  | -            | -                   | [ 9 ] | -    |

### 岐阜県
| 開催地域     | 開催時期 | 祭車数（台） | 石取祭開始時期 | 出典       | 備考 |
| ------------ | -------- | ------------ | -------------- | ---------- | ---- |
| 南濃町       | -        | 2            | [ 要出典 ]     | -          |      |
| 海津市平田町 | -        | -            | -              | [ 要出典 ] | -    |

### 三重県
| 開催地域                                                     | 開催時期                           | 祭車数（台） | 石取祭開始時期           | 出典                 | 備考                                                                                              |
| ------------------------------------------------------------ | ---------------------------------- | ------------ | ------------------------ | -------------------- | ------------------------------------------------------------------------------------------------- |
| 木曽岬町                                                     | 10月第2日曜日                      | 1            | -                        | [ 9 ]                | -                                                                                                 |
| 桑名市長島町長島萱町、長島中町、長島下町（稲荷社境内秋葉社） | 7月最終金曜日と土曜日              | 3            | 江戸時代末期頃           | [ 10 ] [ 11 ] [ 12 ] | 桑名市無形民俗文化財                                                                              |
| 桑名市赤須賀（赤須賀神明社）                                 | 8月14日から16日                    | 6            | 江戸時代                 | [ 13 ] [ 14 ]        | 桑名市無形民俗文化財                                                                              |
| 桑名市多度町多度北地区（内母（ないも）神社）                 | 10月第1金曜日から日曜日            | 6            | 明治時代初期             | [ 15 ] [ 16 ] [ 17 ] | 桑名市無形民俗文化財                                                                              |
| いなべ市                                                     | -                                  | -            | -                        | [ 要出典 ]           | -                                                                                                 |
| 川越町豊田、天神、豊田一色地区                               | 7月最終土曜日と日曜日              | -            | -                        | [ 18 ]               | -                                                                                                 |
| 四日市市松寺                                                 | 7月                                | 1            | 昭和時代                 | [ 19 ]               | 以前は、上記川越町の豊田地区と同一日に行い、夜には2台が集まって叩き合いをしていた。現在は別開催。 |
| 四日市市富田（鳥出神社）                                     | 8月13日から15日                    | 3            | -                        | [ 20 ]               | 四日市市無形民俗文化財                                                                            |
| 四日市市天ヶ須賀（天ヶ須賀住吉神社）                         | 8月14日と15日                      | 5            | -                        | [ 要出典 ]           | -                                                                                                 |
| 四日市市松原（聖武天皇社）                                   | 7月第3月曜日直前の金曜日から日曜日 | 5            | 大正時代から昭和時代初期 | [ 要出典 ]           | -                                                                                                 |
| 鈴鹿市神戸（神戸宗社）                                       | 7月の最終金・土・日曜日 10月16日   | 8            | 1899年（明治32年）       | [ 21 ] [ 22 ]        | 秋祭りは八町のうち二町が祭車を出し、 八町の人間で代わる代わる叩く                                 |

## ギャラリー

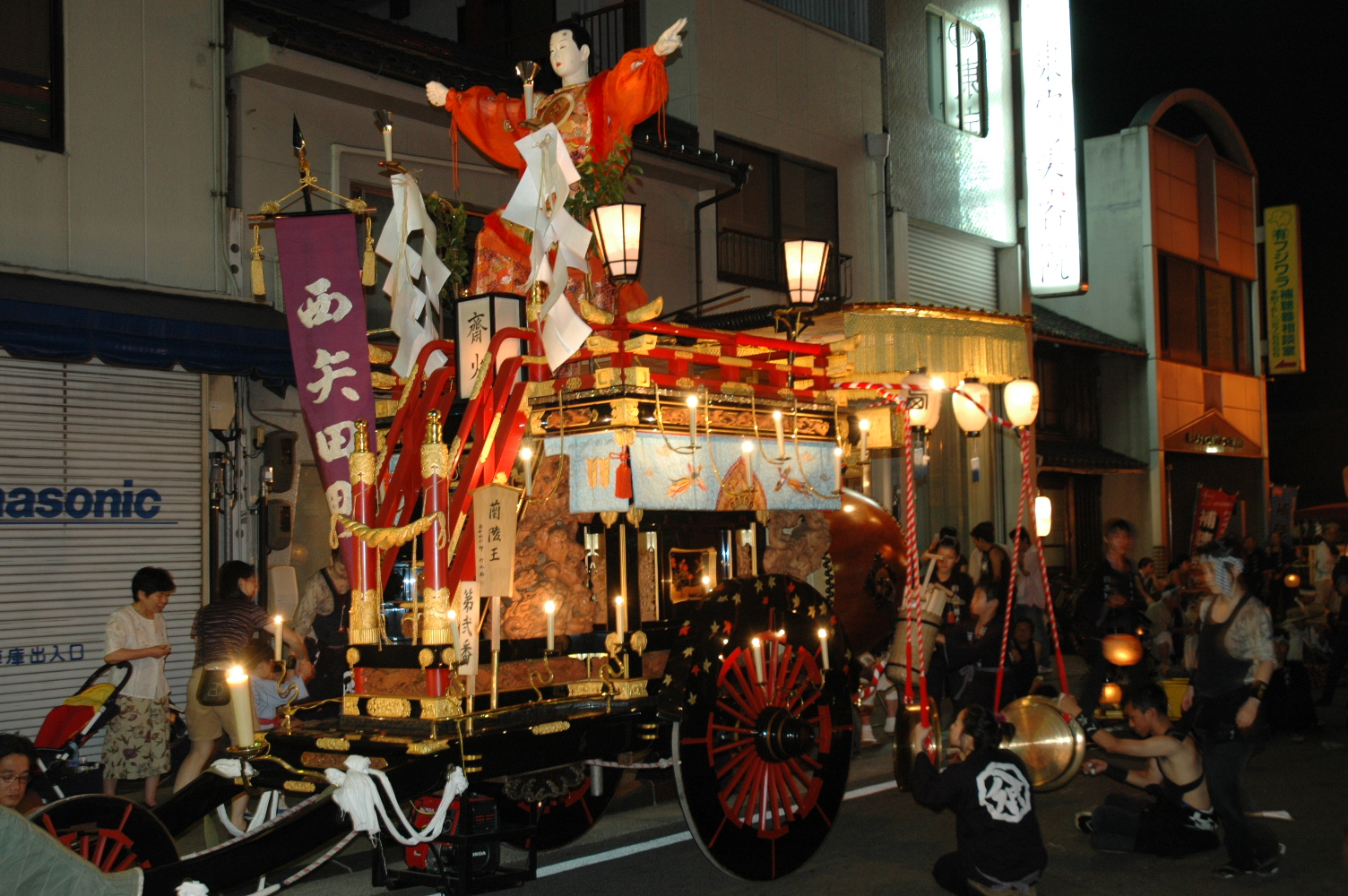
提灯ではなく人形が載っている祭車（西矢田町）
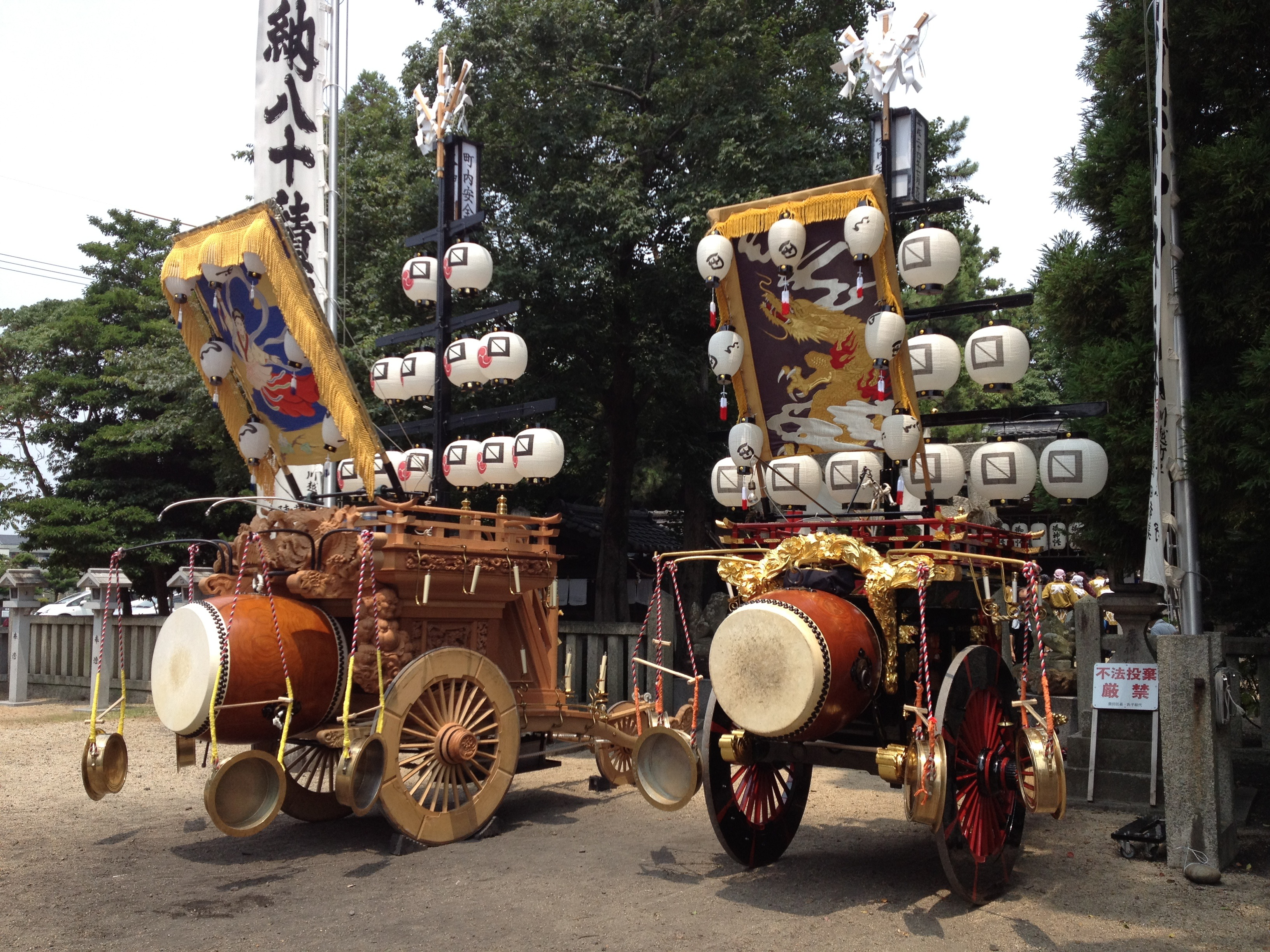
祭車の背面（近隣の三重郡川越町、豊田地区と天神地区）
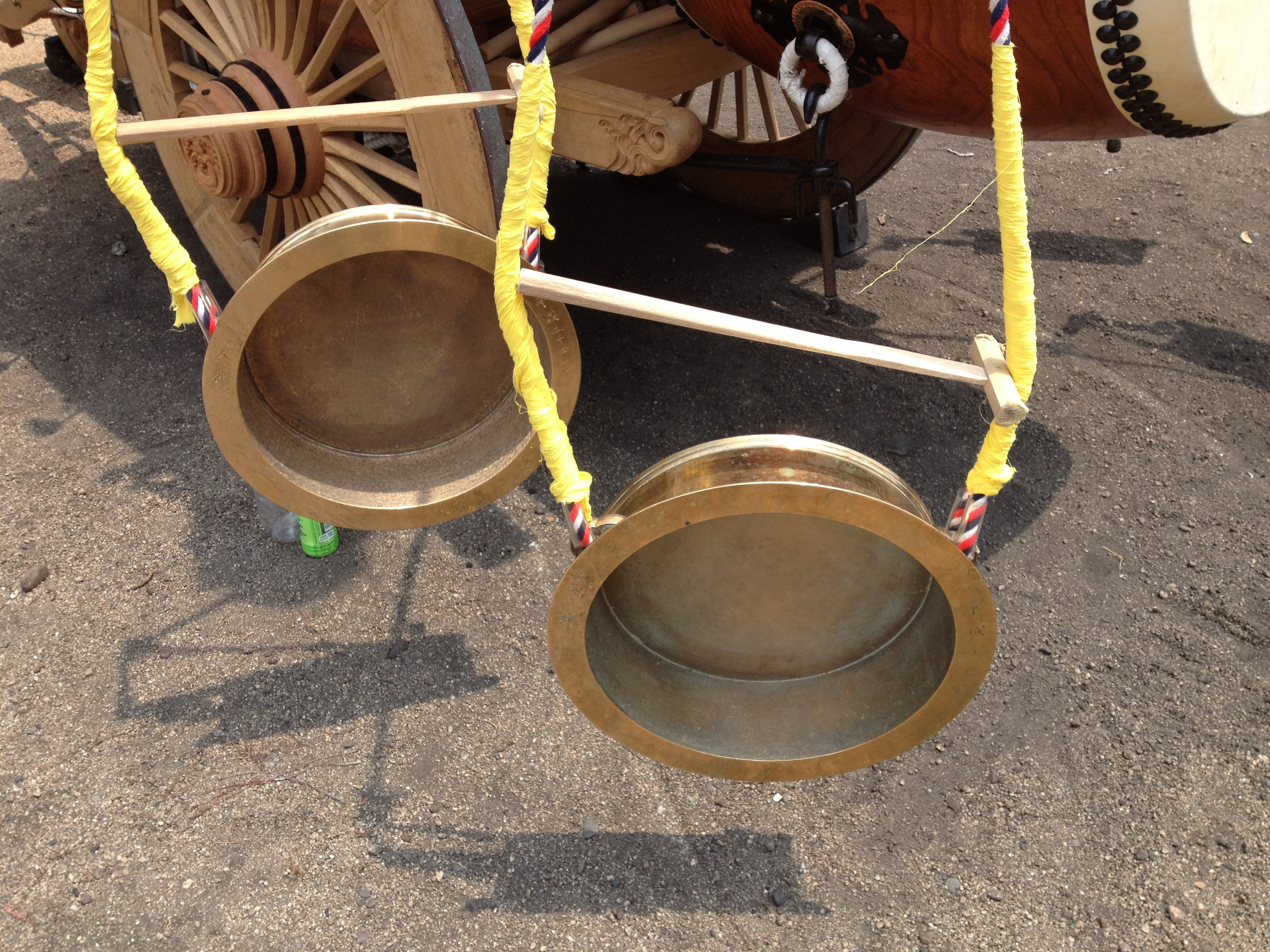
祭車に吊された鉦。吊し紐に挟んである檳榔子で叩く。（近隣の三重郡川越町天神地区）